# Stakelbos
Een stakelbos was eertijds een andere aanduiding van een fakkel.
Het ging om een houten steel waar omheen men aan de top lappen had gewikkeld. De top van die stakelbos werd bijvoorbeeld in een bak met terpentijn gedompeld.
Uit de visserijhistorie is bekend dat 's nachts een wachtman, peek genaamd, met een brandende stakelbos de - het Noordzeestrand naderende - vissersvaartuigjes, pinken, boten en bomschuiten de plaats aanwees waar zo'n vaartuig moest aanlanden. Overdag werd voor een dergelijke landingsprocedure een blauwe vlag gehanteerd.